# Castro Theatre

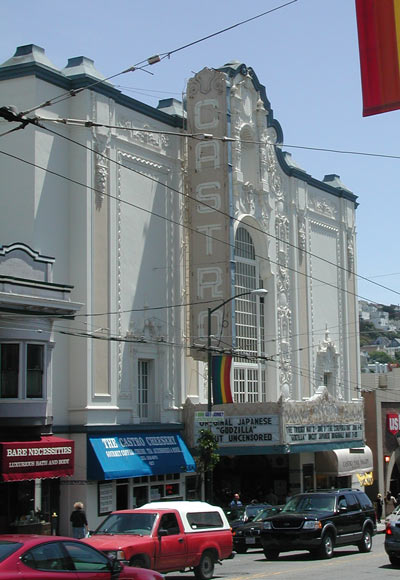
Facciata del Castro Theatre a San Francisco

Il Castro Theatre è un popolare edificio di San Francisco adibito a sala cinematografica, ubicato al 429 di Castro Street, nel quartiere Castro.
L'edificio è stato costruito nel 1922 in puro stile coloniale spagnolo con una facciata barocca, al centro della quale vi è una grande finestra arcata alla cui sommità è presente una piccola nicchia. Il suo progettista è stato Timothy L. Pflueger, noto architetto di molte sale cinematografiche californiane di quel periodo.

## Storia
Il Castro Theatre è stato originariamente aperto al 479 di Castro Street nel 1910. A metà del 1920, per volere dei fratelli Nasser, il teatro è stato costruito al 429 di Castro Street, a poca distanza dal teatro originale.
Il 22 giugno 1922, alla presenza delle più vista della città, tra cui il sindaco James "Sunny Jim" Rolph, fu inaugurato con la proiezione del film muto Across the Continent. Il giorno successivo il teatro è stato aperto al grande pubblico. Il tendone e l'enorme insegna al neon sono stati aggiunti nel 1930. La grande insegna al neon con la scritta Castro in verticale è visibile da gran parte della città ed è leggibile da entrambe le parti.
I fratelli Nasser sono ancora proprietari del teatro e di molte altre sale cinematografiche sparse nell'area di San Francisco. L'auditorium contiene 1400 posto a sedere. L'interno è estremamente lussuoso, ornato da finimenti in oro, le pareti sono ricoperte da delicati murales, creati con una tecnica attualmente ritenuta rara. Il lampadario in art déco, affisso al centro della sala, risale al 1937, dopo che un incendio distrusse la struttura precedente. Nel 1982 il vecchio organo è stato sostituito con un modello Wurlitzer.
Il Castro Theatre mette in scena diversi eventi, tra cui retrospettive e festival cinematografici, tra cui San Francisco International Film Festival, che viene ospitato ogni anno a fine aprile, mentre a fine giugno, nella settimana che precede il Gay Pride, ospita il Frameline Film Festival, festival dedicato alla cinematografia LGBT.

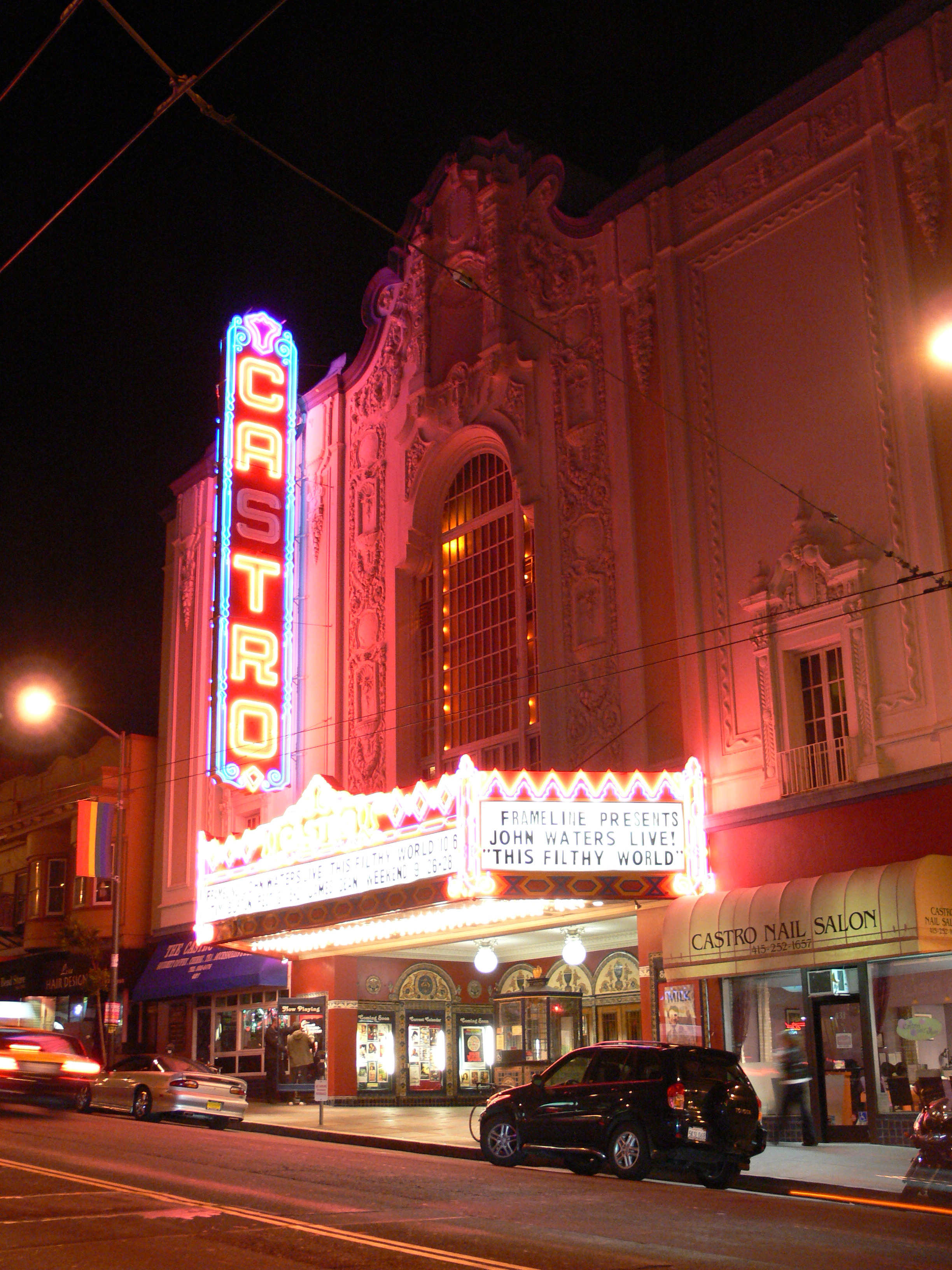
Visione notturna della facciata del Castro Theatre

Nel 2008, in occasione delle riprese del film di Gus Van Sant Milk, il teatro è stato ristrutturato, ridipingendo la facciata e cambiando neon e tendoni.